# 等々力治右衛門
等々力 治右衛門（とどりき/とどろき じえもん）は、戦国時代から安土桃山時代にかけての武将。仁科氏、小笠原氏の家臣。信濃国安曇郡等々力郷領主。

## 略歴
穂高川流域に等々力城（とどりきじょう）を築城した。天文21年（1552年）の甲斐武田氏の小岩嶽城攻めに参加し、同族の古厩氏と戦い、同年、仁科氏の腹心として越後国境の上杉氏の情勢視察に務めて感状を受ける。天正6年（1578年）の御館の乱では武田勝頼の越後西浜地方進出に伴い、他の仁科衆とともに根知城や不動山城の城番を務めている。
天正8年（1580年）、武田氏流仁科盛信が領中に散在した馬市を穂高に集中させるに際して、治右衛門尉に宛てた数通の書状がある。これらの文書は、馬市の監督を命ずると共に、軍勢の動員と携帯すべき武具の心得等を通達しているものであり、安曇郡諸将に大町参府を命じた文書とあわせて、当時の安曇野の武士の動静を窺い知ることができる。
治右衛門の子孫は、仁科氏宗家・武田氏流仁科氏の両家滅亡後には、郷士となり小笠原氏に仕官し、小田原征伐や大坂冬の陣に従軍しているが、元和年間には帰農した。